# Busto Arsizio Film Festival
Il Busto Arsizio Film Festival, abbreviato B.A. Film Festival o BAFF, è un festival cinematografico istituito nel 2003 che si svolge annualmente nella città italiana di Busto Arsizio, in provincia di Varese.
Gli obiettivi della rassegna sono quelli di valorizzare le produzioni italiane di qualità, con particolare attenzione alle diverse professionalità che operano nel campo dell'audiovisivo e diffondere la cultura cinematografica, attraverso proiezioni e altri eventi pubblici con esponenti del settore. Il Festival è iscritto all'Associazione festival italiani di cinema (AFIC)
Dal 2003 al 2014 la direzione artistica fu affidata a Vittorio Giacci; gli è poi subentrato Steve Della Casa.
La rassegna si svolge principalmente nelle cinque sale cinematografiche di Busto Arsizio (Fratello Sole, Manzoni, Sociale, Lux e San Giovanni Bosco); alcuni eventi si tengono anche a Legnano, Castellanza, Olgiate Olona, Fagnano Olona e Milano.
Dall'esperienza del festival sono scaturite altre realtà, tra cui l'Istituto cinematografico Michelangelo Antonioni e la Film Commission della provincia di Varese e dell'Alto Milanese.

## Premi
Durante la manifestazione vengono assegnati i seguenti premi:
- Premio "Fondazione Bandera" per l'Arte (primo premio assoluto) all'opera giudicata di maggior valore artistico
- Premio "Bianchi" alla sceneggiatura giudicata maggiormente innovativa
- Premio "Di Meglio" alla migliore sceneggiatura con forte caratterizzazione di genere
- Premio "Faciba" alla migliore opera prima

Nel 2015 il BAFF ha accolto la consegna di uno dei riconoscimenti dei Nastri d'argento, ossia il premio Lello Bersani al giornalista Antonello Sarno.